# Вирус кромпира
Вирус кромпира X је распрострањен широм света где се гаји кромпир. У нашој земљи вирус заражава веома мали проценат биљака и нема економски значај. 

## Физичке и хемијске карактеристике
Има кончасте честице, дужине 515 nm и пречника (ширине) 13 nm. Геном је сачињен од ss(+) RNK, на 5' крају има капу од метилгуанозина, а на 3' крају полиаденилни реп. Протеински омотач чини 94% масе честице, сачињен је од једног полипептида организованог у 1.270 протеинских подјединица. 

## Круг домаћина
Заражава преко 240 врста биљака из 16 породица. Најзначајнији су домаћини из породице Solanaceae, кромпир, парадајз и дуван.

## Патогенеза
У природи се преноси пре свега механички - додиром здравих и оболелих биљака, као и активношћу човека. Вектори вируса могу бити:
- гљива Synchytrium endobioticum
- скакавац Melanoplus difierentialis
- вилина косица

## Симптоматологија и економски значај
Симптоми варирају у зависности од соја вируса , генотипа биљке и еколошких услова. На листовима кромпира проузрокује благ мозаик, или је латентан. На дувану проузрокује шаренило или некротичну пегавост, а на парадајзу мозаик и благо заостајање у порасту. На наведеним биљкама се вирус често налази у мешаним заразама са другим вирусима. Спада у умерено штетне вирозе јер изазива 10-20% губитака.

## Мере сузбијања
Садња здравих кртола кромпира. Хигијенске мере у циљу спречавања механичког преношења вируса. Просторна удаљеност између парцела кромпира и парцела под дуваном и парадајзом.